# Forme différentielle
Pour les articles homonymes, voir Forme.
En géométrie différentielle, une forme différentielle est la donnée d'un champ d'applications multilinéaires alternées sur les espaces tangents d'une variété différentielle possédant une certaine régularité. Le degré  des formes différentielles désigne le degré des applications multilinéaires. La différentielle d'une fonction numérique peut être regardée comme un champ de formes linéaires : c'est le premier exemple de formes différentielles. Au-delà de cet exemple, non seulement les formes différentielles interviennent naturellement dans les problèmes de géométrie différentielle, mais elles permettent de définir des structures importantes, comme les formes volumes, les formes symplectiques, les formes de contact ou encore les connexions.
La manipulation des formes différentielles fait intervenir un certain nombre d'opérations, dont le produit extérieur, le produit intérieur, la dérivée extérieure et la dérivée de Lie. En particulier, la dérivée  extérieure permet de distinguer les formes fermées et les formes exactes. Cette distinction permet dans un second temps de définir les espaces de cohomologie de De Rham.
Les problèmes de régularité ne sont pas abordés dans cet article. On fera donc implicitement l'hypothèse que les fonctions introduites sont de classe C∞.

## Définitions

### Forme différentielle de degré 1
Les formes différentielles de degré 1 – ou 1-formes – sont des champs de formes linéaires sur une variété différentielle. Dit autrement, on se donne une forme linéaire en chaque espace tangent {\displaystyle T_{x}M} avec une dépendance régulière en {\displaystyle x}. La dépendance en {\displaystyle x} peut facilement être précisée par l'expression dans des cartes locales. On les appelle parfois covecteurs ou champs de covecteurs ; ces outils ont des propriétés analogues aux champs de vecteurs. Il existe en réalité un isomorphisme une fois introduite, par exemple, une métrique riemannienne. Si {\displaystyle f} est une fonction réelle différentiable, sa différentielle {\displaystyle \mathrm {d} f} est une 1-forme différentielle (dite exacte) qui en chaque point {\displaystyle x} vaut la forme linéaire {\displaystyle \mathrm {d} f(x)}. Localement, les 1-formes différentielles s'expriment comme combinaisons de différentielles de fonctions.
Plus exactement, le dual de l'espace vectoriel réel {\displaystyle \mathbb {R} ^{n}} est un espace vectoriel de dimension n. Si {\displaystyle (x_{1},...,x_{n})} désigne les coordonnées dans {\displaystyle \mathbb {R} ^{n}}, alors on note {\displaystyle \mathrm {d} x_{i}} l'application {\displaystyle i}-ème coordonnée {\displaystyle (x_{1},\ldots ,x_{n})\mapsto x_{i}}. Les formes linéaires sur {\displaystyle \mathbb {R} ^{n}} s'expriment comme des combinaisons à coefficients réels des formes linéaires {\displaystyle \mathrm {d} x_{1},...,\mathrm {d} x_{n}}. Les 1-formes différentielles {\displaystyle \lambda } s'expriment alors comme des combinaisons des {\displaystyle \mathrm {d} x_{1},...,\mathrm {d} x_{n}} dont les coefficients {\displaystyle \lambda _{i}} dépendent de manière {\displaystyle {\mathcal {C}}^{\infty }} du point de base {\displaystyle x\in \mathbb {R} ^{n}} :
Sur une variété différentielle M, une 1-forme différentielle s'exprime localement comme ci-dessus dans les cartes locales. L'exemple le plus simple est la différentielle d'une fonction {\displaystyle f:\mathbb {R} ^{n}\to \mathbb {R} } en un point a
Si X est un champ de vecteurs sur M et λ est une 1-forme différentielle, alors {\displaystyle \lambda (X):x\in M\to \lambda _{x}(X(x))\in \mathbb {R} } est différentiable ; cette fonction est linéaire en X. Cela permet de regarder une 1-forme différentielle comme une forme linéaire sur le module des champs de vecteurs sur M (dont l'anneau de base est l'ensemble des fonctions de M dans ℝ).

### Définition comme champ de formes multilinéaires alternées
Les formes différentielles se définissent comme une extension en géométrie différentielle des formes multilinéaires alternées.
Pour une variété différentielle M, une forme différentielle ω de degré k sur M est un champ d'applications k-linéaires alternées sur les espaces tangents {\displaystyle T_{x}M} avec une dépendance régulière en x : pour tous champs de vecteurs {\displaystyle X_{1},...,X_{k}}, la fonction {\displaystyle x\mapsto \omega _{x}(X_{1}(x),\dots ,X_{k}(x))} est de classe C∞.
De même que pour les 1-formes différentielles, il est possible de donner l'expression locale des formes différentielles de degré k grâce au produit extérieur (voir plus bas).

### Définition comme section d'un fibré
L'ensemble des applications multilinéaires alternées sur {\displaystyle T_{x}M} forme un espace vectoriel noté {\displaystyle \Lambda ^{k}T_{x}^{*}M}. L'ensemble de ces espaces forme ce qu'on appelle un fibré vectoriel sur M, noté {\displaystyle \Lambda ^{k}T^{*}M}, formellement la k-ième puissance du fibré cotangent de M. Une forme différentielle de degré k peut se redéfinir comme une section globale de ce fibré vectoriel. 
Cette approche permet non seulement de donner une meilleure signification à la régularité de la forme différentielle, mais permet aussi d'étendre la définition des formes différentielles. Si E est un fibré vectoriel sur M, une forme différentielle de degré k à valeurs dans E est une section globale du produit tensoriel {\displaystyle \Lambda ^{k}T^{*}M\otimes E}. C'est donc un champ d'applications multilinéaires alternées à valeurs dans les fibres de E. De telles formes peuvent aussi être définies comme des applications multilinéaires alternées du module X(M) dans le module des sections globales de E.

## Opérations sur les formes différentielles
La manipulation des formes différentielles en pratique exige un ensemble d'opérations élémentaires. Certaines sont purement algébriques et se définissent en réalité pour toutes applications multilinéaires alternées. D'autres sont propres à la topologie différentielle et aux formes différentielles.

### Opérations algébriques
Par définition, l'ensemble des formes différentielles (réelles) de degré k sur une variété différentielle M forme un module {\displaystyle \Omega ^{k}(M)} sur C∞(M). En particulier, les formes différentielles de degré k s'additionnent ou peuvent être multipliées par des fonctions réelles :
Produit intérieurLe produit intérieur se définit en algèbre linéaire, définition qui s'étend naturellement aux formes différentielles. Si X est un champ de vecteurs et α une forme différentielle de dimension k, on définit une forme différentielle de degré k – 1, par :{\displaystyle (\iota _{X}\alpha )_{x}(v_{2},\dots ,v_{k})=\alpha _{x}(X(x),v_{2},\dots ,v_{k})}.
Produit extérieurLe produit extérieur de deux formes différentielles α et β de degrés respectifs k et q se définit comme suit :{\displaystyle (\alpha \wedge \beta )_{x}(v_{1},\dots ,v_{k+q})=\sum \varepsilon (\sigma )\cdot \alpha _{x}(v_{\sigma (1)},\dots ,v_{\sigma (k)})\cdot \beta _{x}(v_{\sigma (k+1)},\dots ,v_{\sigma (k+q)})},où {\displaystyle \varepsilon (\sigma )} désigne la signature de la permutation σ et la somme porte sur toutes les permutations σ de [1, k + q] croissantes sur les k premiers entiers et croissantes sur les q derniers. Le résultat est une forme de degré k + q.
Ces opérations munissent {\displaystyle \Omega (M)=\oplus \Omega ^{k}(M)} d'une structure d'algèbre graduée commutative. Ici, commutatif signifie que pour toutes formes différentielles α et β de degrés respectifs k et q, on a :
Image réciproque (pullback)Si {\displaystyle f:M\rightarrow N} est une application de classe C1 et si α est une forme différentielle de degré k sur N, on définit {\displaystyle f^{*}\alpha } comme une forme différentielle de degré k sur M par :
L'application {\displaystyle f^{*}:\Omega (N)\rightarrow \Omega (M)} définit un morphisme d'algèbres graduées.

### Dérivée extérieure
La dérivée extérieure est définie comme l'unique application {\displaystyle \mathrm {d} :\Omega (M)\to \Omega (M)}, transformant les k-formes en (k + 1)-formes, et vérifiant :
- si f est une fonction lisse, la 1-forme df est la différentielle de f ;
- pour toutes formes α et β, où α est de degré p : {\displaystyle \mathrm {d} (\alpha \wedge \beta )=\mathrm {d} \alpha \wedge \beta +(-1)^{p}(\alpha \wedge \mathrm {d} \beta )} ;
- le carré de d est nul : d(dω) = 0.

Une forme différentielle ω pouvant s'écrire comme une dérivée extérieure (ω = dξ) est dite exacte.
Une forme différentielle ω dont la dérivée est nulle (dω = 0) est dite fermée.
Les formes exactes et les formes fermées sont donc, respectivement, l'image et le noyau de d.
Le troisième axiome se reformule en : « toute forme exacte est fermée ».
La réciproque n'est pas vraie en général, et l'étude des liens entre formes exactes et formes fermées conduit à la théorie de la cohomologie de De Rham.

### Dérivée de Lie
Une 0-forme différentielle est une fonction différentiable {\displaystyle f} ; considérer sa dérivée selon un champ de vecteurs X consiste à introduire la fonction {\displaystyle \mathrm {d} f(X)}. La dérivée de Lie d'une forme différentielle α de degré k selon un champ de vecteurs X est une forme différentielle de degré k notée {\displaystyle {\mathcal {L}}_{X}\alpha } définie par :
On démontre (formule de Cartan) que

## Intégration des formes
Les formes différentielles de degré k sont intégrées sur des chaînes de dimension k. Si k est nul, alors il s'agit d'une évaluation des fonctions aux points considérés. D'autres valeurs de k, avec k > 0, correspondent aux intégrales curvilignes, de surface, de volume, etc. 
Soit
une forme différentielle et S un ouvert d'une variété orientée de dimension k plongée dans Rn, paramétré par : 
avec u un paramètre dans le domaine D. Alors Rudin 1976 définit l'intégrale de la forme différentielle sur S par : 
où 
est le déterminant jacobien.
D'après le théorème de changement de variables, cette définition ne dépend pas du paramétrage (compatible avec l'orientation) de l'ouvert.